# Cathédrale Sainte-Marie de Nebbio
Cette  cathédrale n’est pas la seule cathédrale Sainte-Marie.
La cathédrale Sainte-Marie de Nebbio ou église Santa Maria Assunta située à Saint-Florent (Haute-Corse) dans le département de la Haute-Corse a été le siège du diocèse de Nebbio jusqu'en 1789, date de sa suppression et de son rattachement au diocèse d'Ajaccio. Depuis 2002, elle est le siège de l'évêque titulaire de Nebbio.

## Présentation
En 817, la cité de Nebbio, occupée par les Sarrasins, est attaquée par les chrétiens. Le roi maure Nugolone reçoit des secours de Tunis et de Bône. Sa flotte est battue dans le golfe de Saint-Florent par le comte Ugo et le comte de Barcelone ; Nebbio est prise. Nugolone quitte la Corse. Il reviendra et reprendra Nebbio, avant d'être tué à Poggio-di-Venaco qu'il assiégeait.

« [...] Inteso dal Ugo e dal Conte di Barcellona subito s'accamporno a la città di Nebio, la quale, vistose for di speranza di soccorso, se arese, e tutti li Mori Corsi e di raza corsesca si federo Christiani, battezzandose maschi e femine ; e allora federo la chiesia chiamata Santa Maria. »

— Giovanni della Grossa in Croniche publié par l'abbé Letteron, Bulletin de la Société des sciences naturelles et historiques de la Corse, 313e à 324e fascicules p. 33
Historiquement, nous n'avons pas de référence à Nebbio avant le XIIe siècle ; le premier document dans lequel elle est clairement nommée est un acte du cartulaire de la chartreuse de Calci datant de 1176. Elle est évoquée malgré tout dans deux documents plus anciens datant de 1138 et 1145.
L'église paraît occuper l'emplacement de la ville antique Cersunum, dont il n'y a plus de traces. Bâtie à l'emplacement d'une ancienne basilique paléochrétienne, à moins d'un kilomètre « à vol d'oiseau » au sud-est de la citadelle, l'ancienne cathédrale de Nebbio est aujourd'hui l'église Santa Maria Assunta ou Église Sainte-Marie comme on la nomme souvent. Elle a été datée du XIIIe siècle.
Le Nebbio était à la fois un diocèse et une province génoise, aux territoires différents. Le diocèse couvrait cinq pièves : Canari, Nonza, Patrimonio, San Quilico, et Santo Pietro.

« Filippini rapporte qu'il avait été trouvé dans l'antique campanile, une cloche portant la date de 700, époque de la domination Lombarde ; mais l'inscription pourrait se rattacher à un édifice plus ancien que l'édifice actuel. Cette église ainsi que les ruines y attenant, du vieux palais épiscopal ressemblent de loin à une véritable forteresse. De telles ruines sont tout à fait en harmonie avec la qualité et les prérogatives de ces évêques du Nebbio qui prenaient le titre de comtes, portaient l'épée dans les assemblées d'État et avaient deux pistolets sur l'autel, quand ils disaient la messe. »

— Antoine Claude Valery in Voyages en Corse, à l'île d'Elbe et en Sardaigne, p. 56.
La cathédrale renferme les reliques de saint Flor, soldat romain martyrisé au IIIe siècle de notre ère. Depuis le XVIIIe siècle, la relique du saint qui avait été donnée à l'évêque de Nebbio par Rome, est fêtée tous les trois ans, le lundi de Pentecôte. À cette occasion, la châsse du saint était portée à bras d’hommes en procession, aux accents rythmés de la fanfare, jusqu’à l’église Sainte-Anne au centre-ville, où elle était exposée à la vénération des fidèles. Aujourd’hui et depuis deux siècles, la relique de saint Flor est honorée comme il se doit et l’espace d’un week-end ; la cité vit au rythme de la fête et de la tradition. La ville se pare ce jour-là, aux deux entrées de l’agglomération et à l’intérieur même de celle-ci, de plusieurs arches de verdure, de banderoles, de guirlandes colorées, souhaitant la bienvenue aux pèlerins et rendant hommage à saint Flor.
L'église Santa Maria Assunta est classée Monument historique depuis 1840.

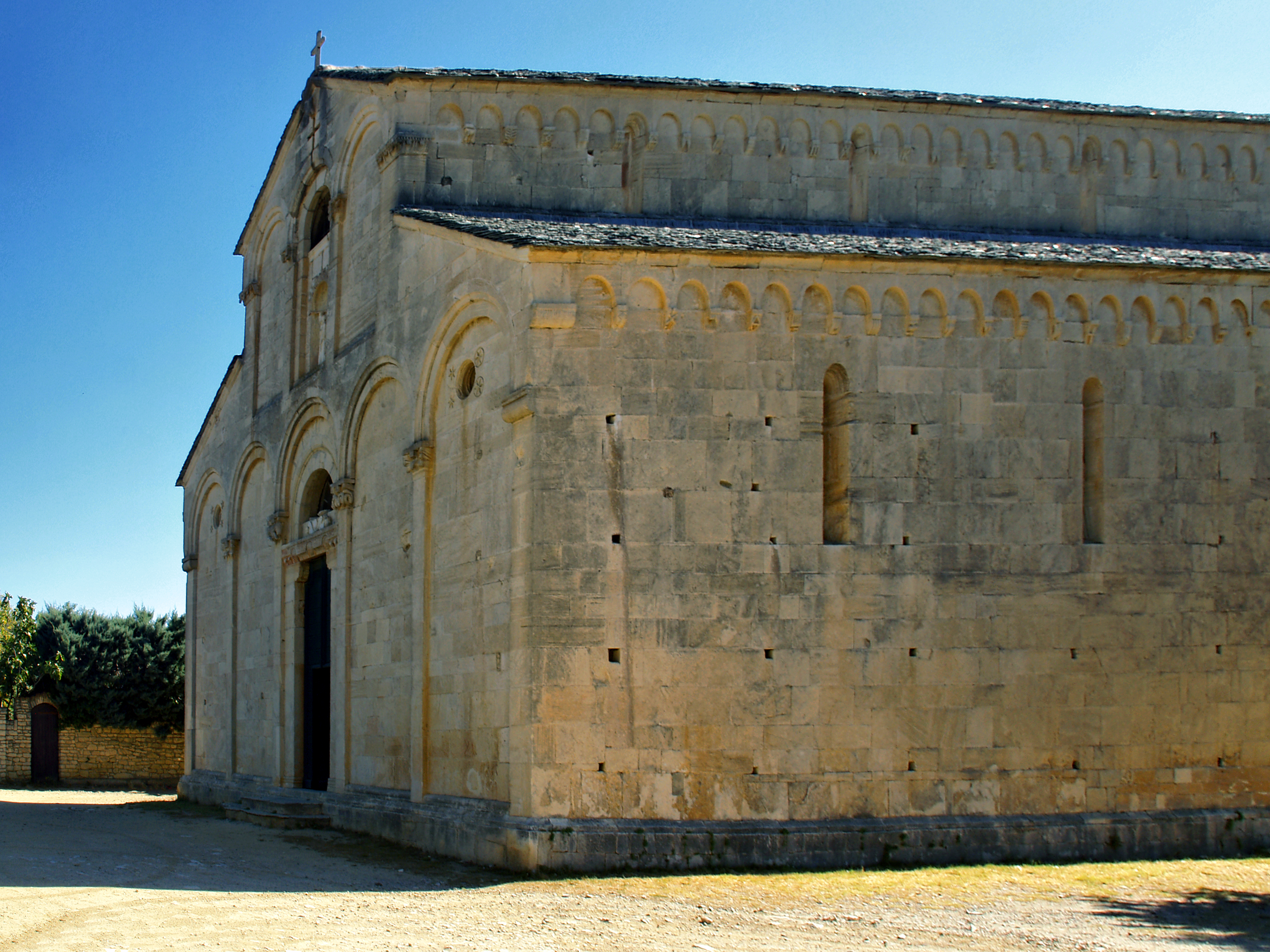
L'église Santa Maria Assunta, ancienne cathédrale du Nebbiu.
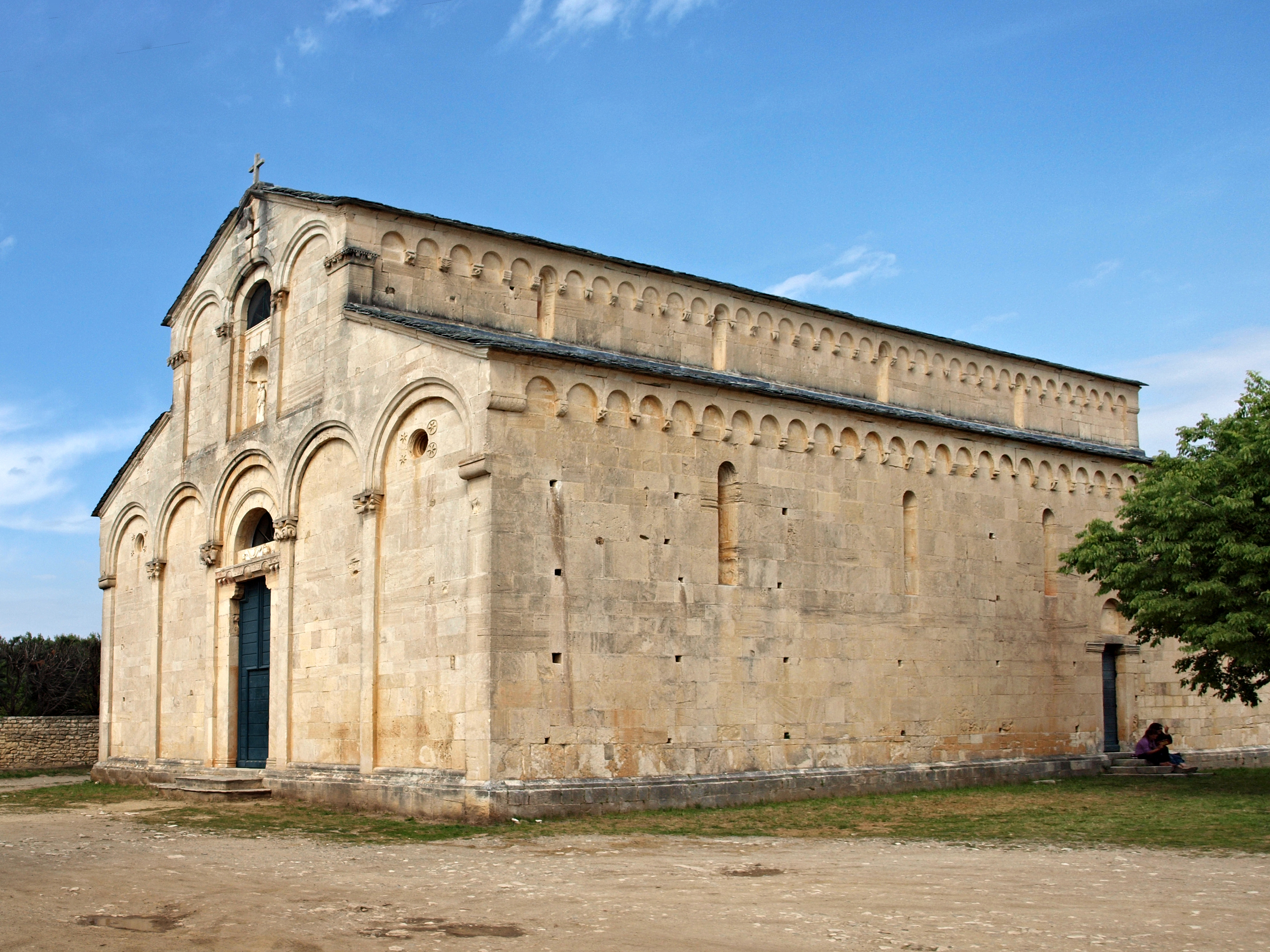
Façades occidentale et sud.
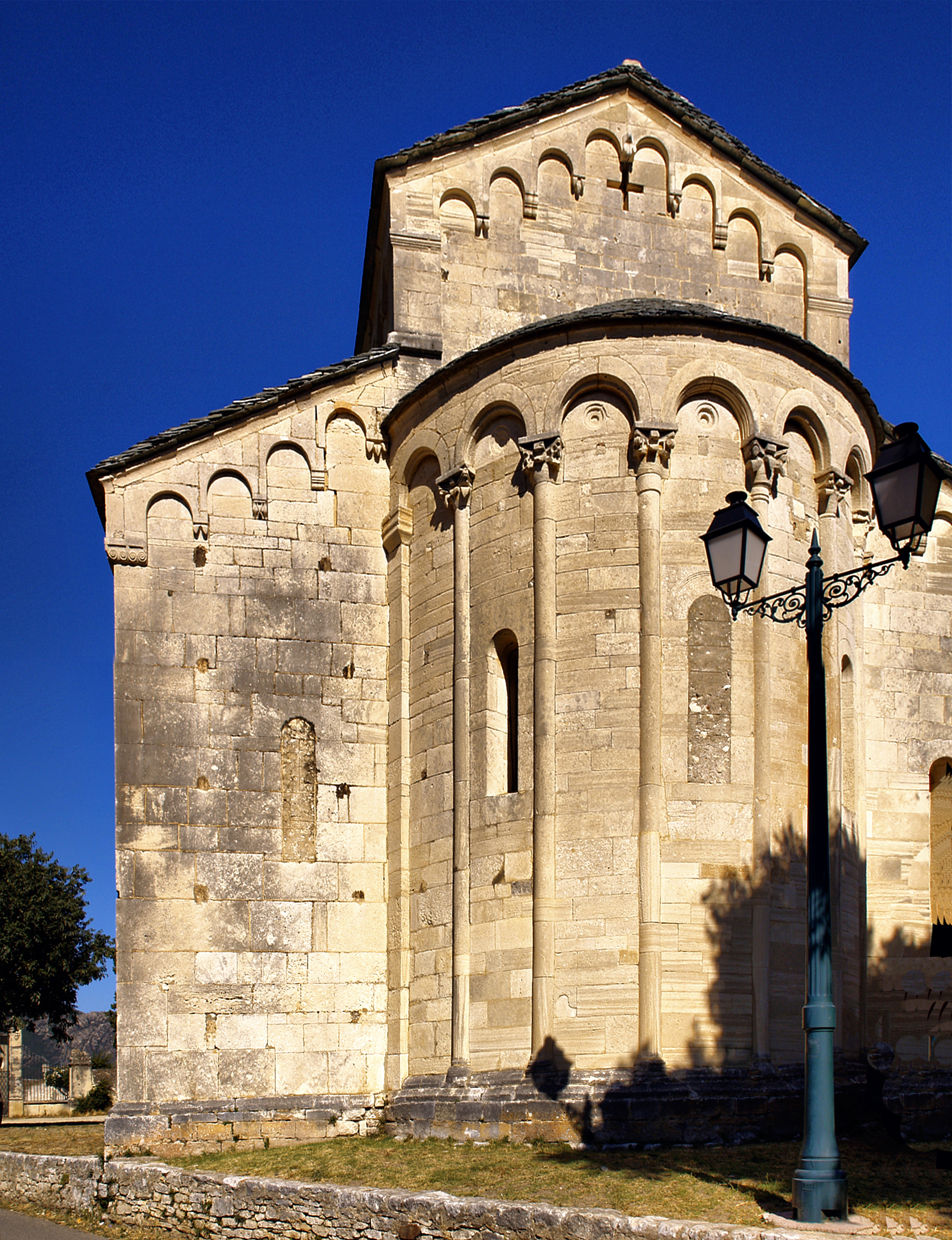
L'abside.
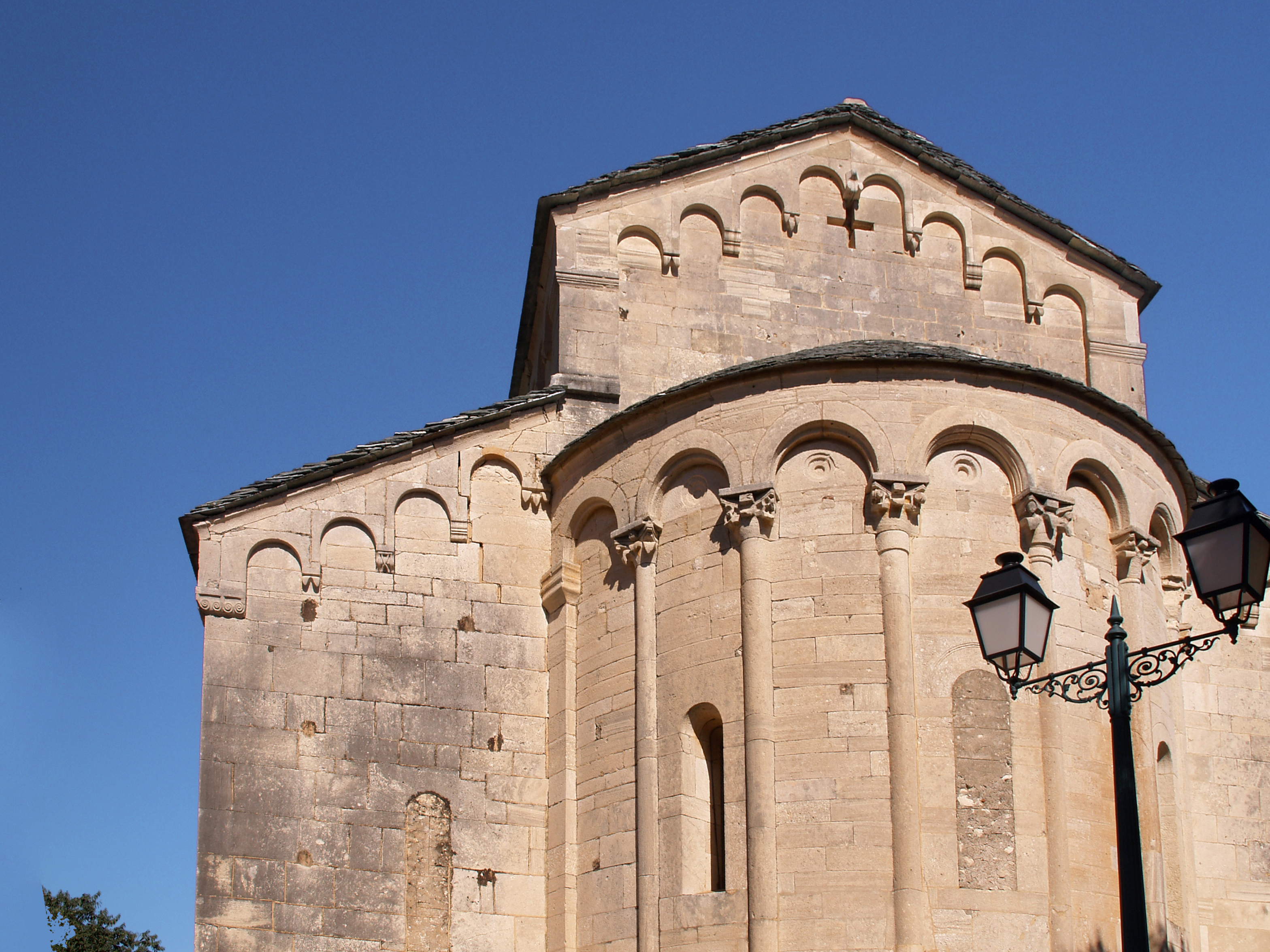
Détail du haut du chevet.
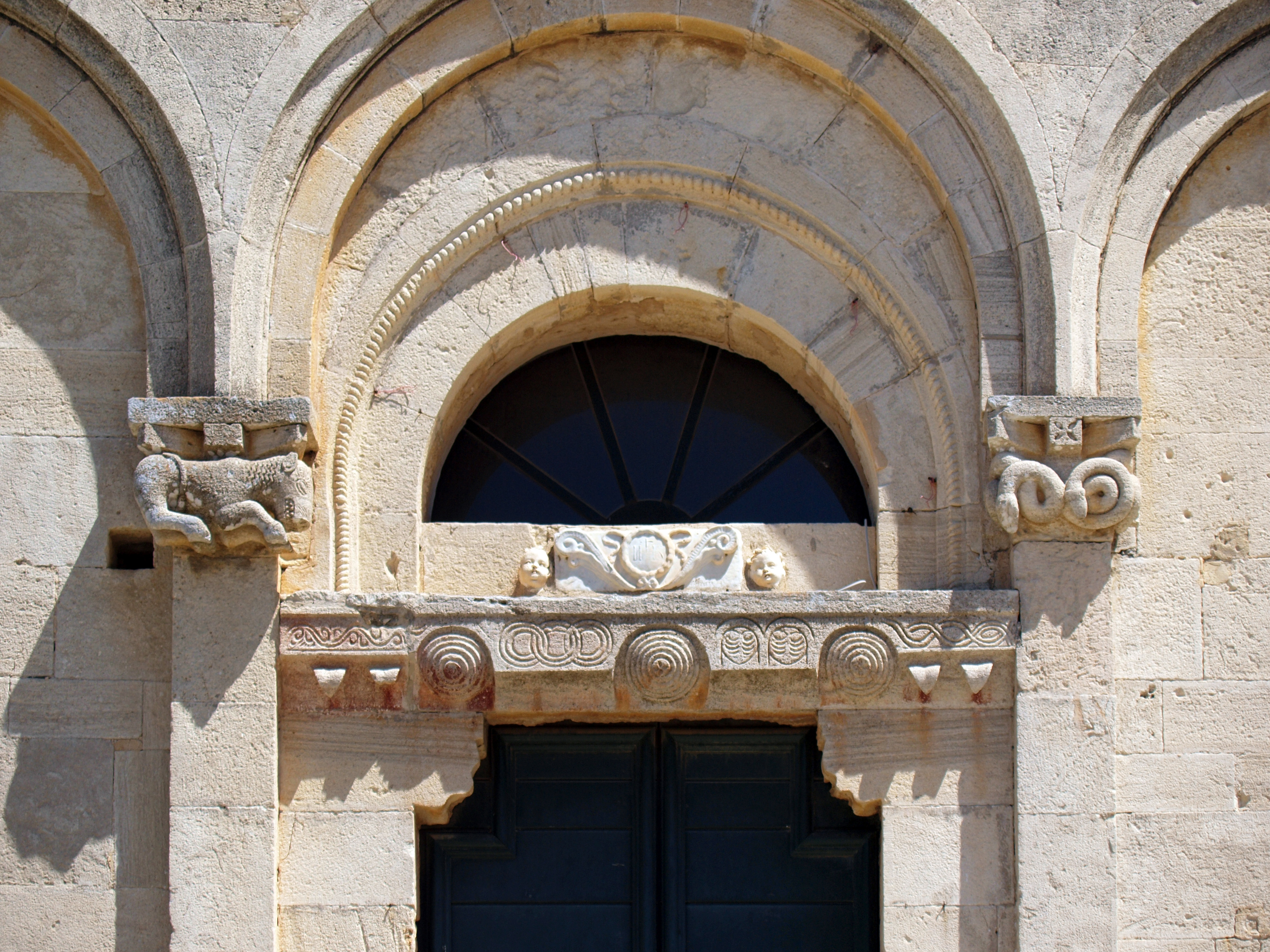
Tympan, modillon, linteau, etc.
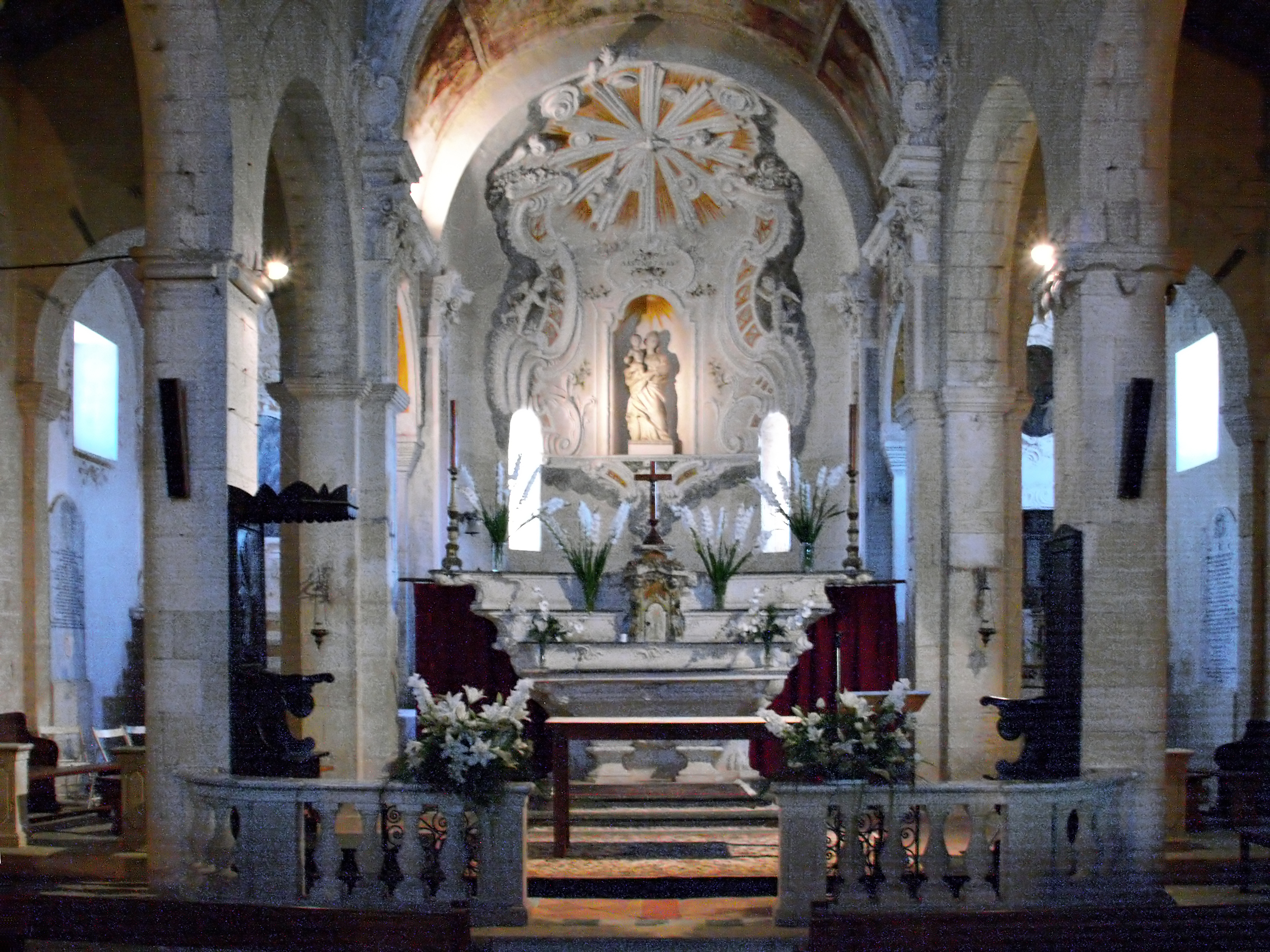
Le chœur.

## Architecture

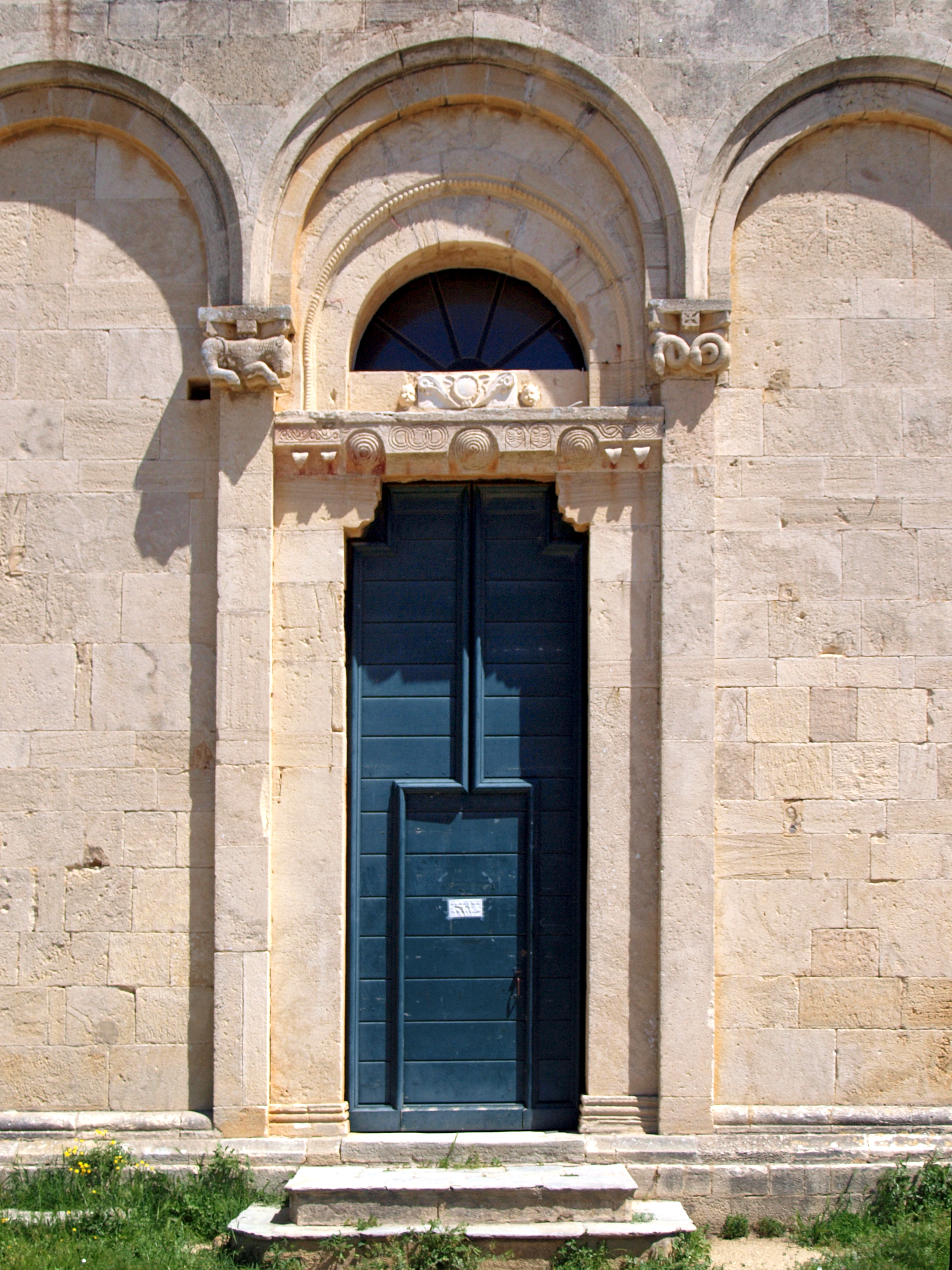
Portail de l'église.

La cathédrale est d'architecture romane pisane. Elle a été construite durant la période dite « de paix pisane » qui s'est installée avec l'administration de l'île par Pise, à partir du XIe siècle. Tous les édifices religieux de cette époque sont dits « pisans ».
Le plan de l'ancienne cathédrale du Nebbio est très similaire à celui de la Canonica, à savoir une nef centrale bordée de piliers de section carrée et flanquée de deux bas-côtés. La nef est prolongée vers l'est par une abside semi-circulaire. Comme dans la majorité des églises pisanes, le plan est orienté sur un axe est/ouest, l'abside à l'est, la façade principale avec son portail à l'ouest.
L'appareillage est d'une facture très soignée. Le matériau de base est en calcaire blanc, à grain fin, issu de la formation géologique locale. Soigneusement taillés mais de tailles variables, les blocs sont joints pratiquement à bords vifs, ne montrant pas le mortier qui leur sert de joint. On remarque sur les parois la présence de trous de boulins.
La façade occidentale est très proche en proportions avec celle de la Canonica ; mais elle en diffère par son ornementation plus élaborée et complexe. Elle présente en effet deux étages d'arcatures pleines, soutenues par des pilastres, montrant ainsi ses deux niveaux. Les chapiteaux sont sculptés d'animaux et de motifs végétaux stylisés. Une niche se trouve au-dessus des arcatures centrales. Comme cette église était à l'origine une cathédrale, son portail reflète par sa taille et par son décor, l'importance qu'elle avait au Moyen Âge. L'arc du tympan double et mouluré, est inscrit dans l'arcature centrale de la façade, lui donnant un aspect monumental. Le tympan est évidé. Le linteau monolithe, est orné de motifs géométriques gravés : trois séries de cercles concentriques, les intervalles occupés par diverses formes géométriques. Les chapiteaux qui l'entourent, sont sculptés d'un lion à gauche et de serpents à droite.
Les façades latérales, orientées au nord et au sud, sont plus longues que les deux autres. Elles ne reflètent pas la façade principale qui est dépourvue de lombarde, mais elles présentent des arcatures qui se poursuivent tout au long des deux façades et se poursuivent au chevet en épousant ses contours. Les arcatures sur modillons sont monolithes, par paires, sobrement taillées. Les sujets qu'ils présentent sont divers. Elles sont percées de trois fenêtres-meurtrières et de trous de boulins. La façade sud est dotée d'une petite porte latérale.
La façade orientale est flanquée d'une haute abside, dotées des mêmes éléments de décor que la façade occidentale. Toutefois, les arcatures ne sont pas sur modillons, mais sur des colonnes cylindriques, coiffées de chapiteaux très ouvragés. Chaque arcature est ornée en son centre d'un cercle évide de plusieurs niveaux. L'abside est couverte de lauzes (teghje). Elle est pourvue de trois étroites fenêtres ; celle du milieu a été murée. Sur les parties autour de l'abside, on remarque l'existence d'anciennes fenêtres-meurtrières qui ont été bouchées. Dans la partie supérieure de la façade, une petite ouverture en forme de croix grecque donne un peu de lumière à l'abside.
On notera aussi l'absence de clocher.
Dans son rapport au ministre faisant suite à la visite d'inspection qu'il fit durant deux mois en Corse, Prosper Mérimée, directeur des monuments historiques de France, apporte ce détail :

« Au nord de l'église, et près d'une porte latérale on me fit remarquer trois trous qui traversent le mur irrégulièrement. Il me semblait que c'était le résultat d'une distraction des ouvriers qui avaient bâti le mur. Toutefois ces trous sont en grande réputation. Tous les ans, le jour de la fête de sainte Flore ils exhalent une odeur de violette. Le fait rapporté par Ughelli (Italia christiana, tome IV) me fut attesté par le maire et le curé de Saint-Florent qui m'engagèrent à bien flairer les trous susdits, m'avertissant que je ne sentirais rien du tout, ce qui se trouva parfaitement vrai. »

— Prosper Mérimée - Notes d'un voyage en Corse p. 121 à 125

## Intérieur

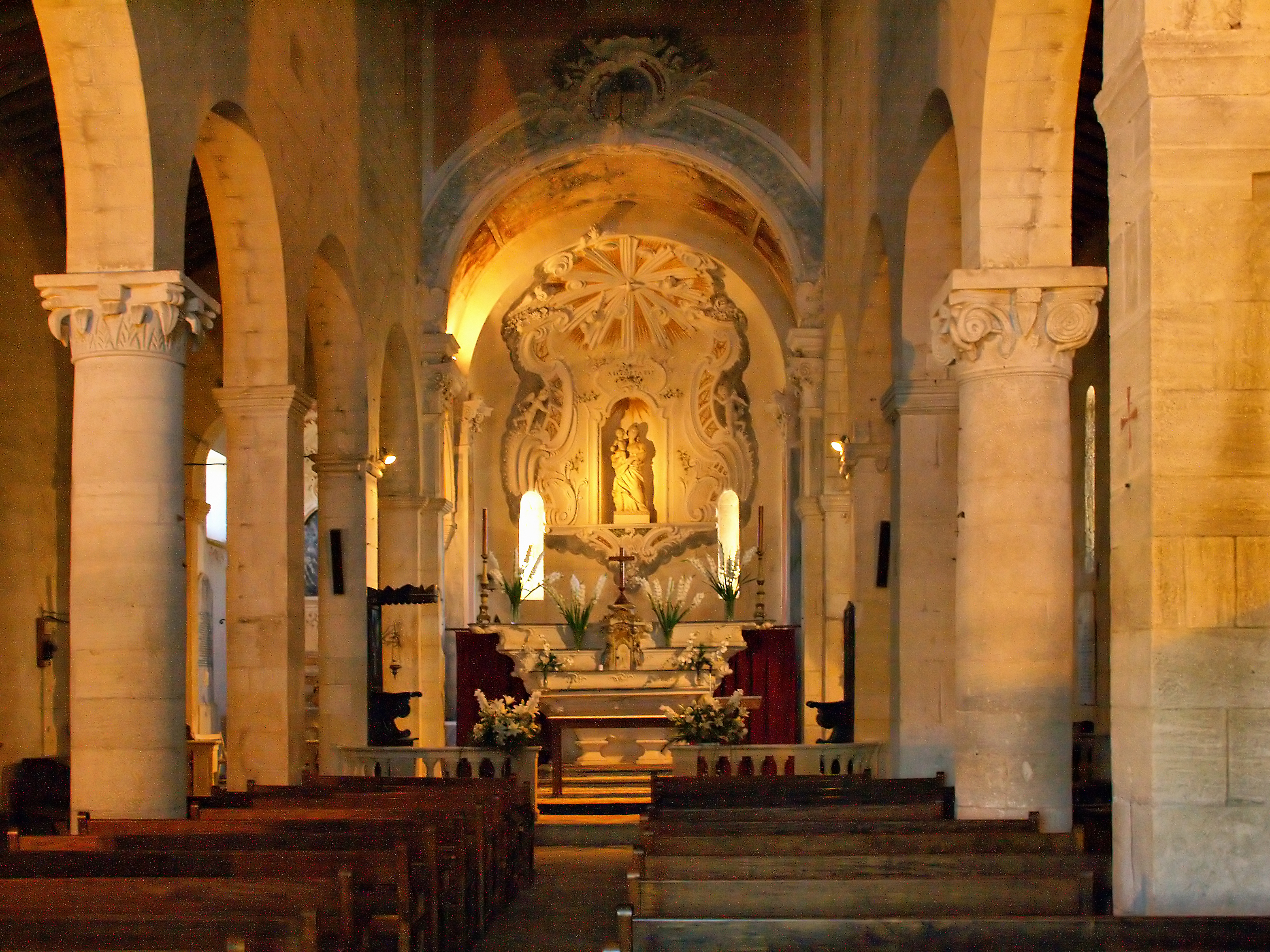
La nef.

Comme dans la plupart des édifices romans, l'intérieur est sobre, sans voûte, éclairé par une faible clarté en raison du peu d'ouvertures. Au plafond, on voit la charpente sur laquelle repose une couverture de teghje.
L'église Sainte-Marie est richement décorée. Elle recèle quatre œuvres remarquables, toutes propriété de la commune et classées Monuments historiques :
- sculpture portant l'inscription en latin : Ne quis ab lapide hoc quem Johannes Usus Maris...[3] ;
- statue (crucifix) Christ en Croix du XVIe siècle[4] ;
- plaque funéraire de Thomas Giustiniani, évêque de Nebbio, du XVIIIe siècle. Thomas Giustiniani, génois, est né le 3 février 1644 à Gênes, a été évêque de Scio en 1700, vicaire apostolique de Nebbio en 1702, évêque du même lieu en 1709, et est mort à Canari (Corse) le 25 juin 1713[5] ;
- statue Vierge à l'Enfant de 1692[6].

## Pour approfondir